# Llançament de tronc

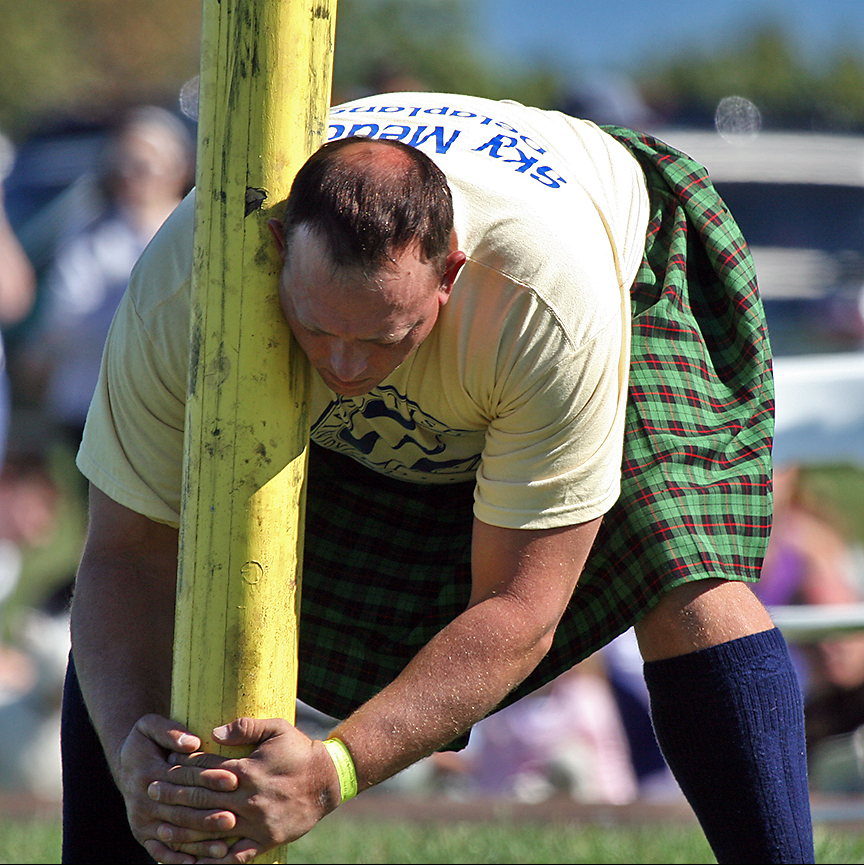
Llançador

El llançament de tronc (en anglès: caber tossing) és un esport tradicional escocès en el qual els competidors llancen un tronc anomenat caber. El tronc mesura aproximadament 6 metres d'alçada, pesa al voltant dels 80 quilos, i sol estar fet de fusta de làrix.